# Hot dog de Sonora
El hot dog o dogo de Sonora es un estilo de hot dog mexicano, típico de la gastronomía del estado de Sonora, y originario de Hermosillo, Sonora, creado en la década de los años 1980. Consiste en una salchicha que ha sido enrollada en tocino y asada a la parrilla. Se sirve en un pan estilo bolillo y cubierto con frijoles pintos, cebolla, jitomate y otros ingredientes adicionales al gusto, a menudo mayonesa, salsa cátsup, guacamole, mostaza, chiles, champiñones o salsas picantes a base de chile.
En la actualidad, es una de las comidas callejeras más populares de Sonora, y se pueden encontrar en la Plaza Emiliana de Zubeldía frente a la Universidad de Sonora, popularmente llamada «la plaza del Hot Dog». También es popular en varios lugares del área fronteriza como el sur de Arizona, en los Estados Unidos.
También es conocido como hot dog hermosillense o de Hermosillo, sonorense o estilo Sonora, y los vendedores de hot dogs son conocidos en Hermosillo como «dogueros», los cuales los venden en puestos ambulantes. Tienen fama los dogos de El Chinal, localidad al sur del Estado. Los dogos chinaleños se encuentran fácilmente en las grandes ciudades sonorenses, como Ciudad Obregón y Hermosillo.

## Historia
El primer lugar de venta de hot dogs en Sonora fue el Café Kiki, abierto en 1947 por Don Cipriano P. Lucero, que creció en California y fue cocinero en el ejército estadounidense, y su esposa, Luz Celia Ajá. Vendían comida gringa todavía desconocida en México en aquella época: hamburguesas, hot dogs, sándwiches, chili-beans... etc.
Los hot dogs del señor Cipriano eran ligeramente diferentes a los actuales, pues eran un wini (salchicha) solo con salsa cátsup y mostaza o chilli beans. Tampoco tenían acceso al pan de hot dog, por lo que tuvieron que usarse panes locales como el pan virginia, que es un pan redondo, esponjoso y ligeramente dulce. El señor Cipriano pidió al panadero de La Convencedora que debía prepararle panes «como los virginia, pero alargados».
Aunque el Café Kiki acabaría cerrando sus puertas en 1968, los hot dogs ganaron gran popularidad en la ciudad de Hermosillo. Se les añadió nuevos ingredientes como aguacate o cebolla, y se comenzaron a vender frente a la Universidad de Sonora. En un artículo de prensa de 1987 se puede leer «El hot dog: desplaza al taco como el alimento callejero por excelencia». Hoy en día, hay una gasolinera en donde antiguamente se ubicaba el Café Kiki, en el cruce de la Av Sonora con Mariano Matamoros, frente a los Jardines Juárez, en el centro de Hermosillo.
A principios de la década los años 1990, los primeros dogos estilo Sonora se comienzan a vender en Tucson y más tarde en Phoenix.